# Dagmara Bąk
Dagmara Bąk (ur. 10 listopada 1985 w Warszawie) – polska aktorka, absolwentka PWST we Wrocławiu.

## Filmografia
- 2005: Biuro kryminalne jako Anna
- 2007: Ocalony
- 2011-2013: Ojciec Mateusz jako Majka Gajda (odc. 68); Alicja (odc. 130)
- 2008: Wydział zabójstw jako Małgosia
- 2009: Tancerze jako Krystyna
- 2010: Mała matura 1947 jako pokojówka
- 2010: Licencja na wychowanie jako sprzedawczyni w sklepie z garniturami
- 2010−2013: Hotel 52 jako Monika (odc. 14); świadkowa (odc. 86)
- 2011: Kop głębiej jako Ola
- 2011: Onder ons jako Ewa
- 2011: Siła wyższa jako Agata
- 2011: Życie nad rozlewiskiem jako dziennikarka (odc. 6)(wywiad z Ewą Stern)
- 2013: Miłość
- 2013: Czas honoru jako pielęgniarka
- 2014: Prawo Agaty jako dziennikarka Sylwia(odc 59)
- 2014: Wataha jako Aga
- 2014: Przyjaciółki jako Aśka (odc. 47 i 48)
- 2016: O mnie się nie martw jako Kinga Iwańska (sezon 4)
- 2018: Korona królów jako dwórka Helena

## Spektakle teatralne
- 2012 Blackbird: jako Una  (Teatr TrzyRzecze, reż. Konrad Dulkowski)

## Nagrody
- 2013: nagroda specjalną dla najlepszej aktorki (za rolę Uny w spektaklu Blackbird) na XV Festiwalu Sztuki Teatralnej w Rybniku[1]).